# Fuego (Geolier, Neves17 e Lele Blade)
Fuego è un singolo dei rapper italiani Geolier, Neves17 e Lele Blade, pubblicato il 28 gennaio 2020.

## Video musicale
Il videoclip, diretto da Tony Ruggiero, è stato pubblicato il 31 gennaio 2020 sul canale YouTube di Neves17.

## Tracce
1. Fuego – 3:00

## Classifiche
| Classifica (2020) | Posizione massima |
| ----------------- | ----------------- |
| Italia            | 35                |